# David Gray (zenész)
David Peter Gray (1968. június 13.–) brit énekes-dalszerző. Első albumát 1993-ban adta ki, és a White Ladder hat évvel későbbi megjelenése után világszerte felfigyelt rá. A White Ladder volt az első a három brit listavezető közül Graynek hat éven belül; a 2000- es évek ötödik legkelendőbb albuma lett az Egyesült Királyságban, és 2019 októberében a 21. század tizedik legkelendőbb albuma lett az Egyesült Királyságban. Gray a White Ladder album " Babylon" című slágeréről is ismert. Négy Brit Award jelölést kapott, köztük két jelölést a legjobb brit férfi kategóriában.

## Karrier

### A kezdetek
Gray 1968-ban született Sale-ben, Cheshire-ben, Angliában, és a Manchester melletti Altrinchamban élt, majd kilenc éves korában családjával a walesi Pembrokeshire állambeli Solvába költözött, ahol szülei ajándékboltot vettek át, és ruhaüzletet indítottak. „Csodálatos időket töltöttem ott felnőve . . . A képzeletem elvadulhat . . . Ez adta azt a fajta őrült önbizalmat, amely már akkor is megvolt bennem, hogy meg tudok csinálni valami olyan valószínűtlen dolgot, mint a zenélés a megélhetésért." A közeli St Davids-ben lévő Ysgol Dewi Sant középiskolába, majd a Carmarthenshire College of Art -ba, végül a Liverpool School of Artba járt.
Gray első két albuma, az A Century Ends és a Flesh 1993-ban és 1994-ben jelent meg, és Gray népszerűvé vált folk-rock körökben, de mindkettő kudarcot vallott a kereskedelmi eladások terén. 1996-ban Gray kiadta harmadik albumát Sell, Sell, Sell címmel. Az albumot a Pyramid Sound Studios-ban rögzítették Ithacában, New York államban. Annak ellenére, hogy nem szerette az albumot, Gray továbbra is Ithacában, New Yorkban élt az évek során. A kritikai elismerés ellenére  az album nem került fel a slágerlistára, de a "Late Night Radio" című dalt sugározták az alternatív brit rádióállomásokon. Az 1997-es Mary Black Shine című albumon Gray öt dallal közreműködött. 

### 1998–2002:White Ladderés hírnévre emelkedés
Eredetileg Gray saját kiadójánál, az IHT Recordsnál jelent meg 1998 novemberében, a White Ladder 2000-ben jelent meg újra az ATO Recordsnál . Az újrakiadás kereskedelmi sikert és kritikai figyelmet hozott neki. Míg az első három albuma akusztikus népdalokat és gitáralapú alternatív rockot tartalmazott, a White Ladder bemutatta a mára már védjegyévé vált folktronic hangzást. Az albumon a legismertebb dalok szerepeltek: a "This Year's Love", a "Babylon", a "Please Forgive Me" és a "Sail Away". Újrakiadása után, a „Babylon” kislemez megjelenésével és sikerével együtt 100 000 példányban kelt el csak Írországban, így hat hétig az első lett, és egy 2012-es jelentés szerint ez volt a valaha volt legtöbbet eladott album. abban az országban. 2000 júniusában a Babylon a No. 5. az Egyesült Királyság kislemezlistáján ; ez továbbra is az eddigi legnagyobb brit slágere. Az Egyesült Államokban az album lendületet kapott a jam-zenekar vezetőjétől, Dave Matthewstól, aki az általa társalapító lemeztársaság, az ATO Records első kiadásává tette. A „Babylon” egyben az első volt a három amerikai listán Gray számára a mai napig. 

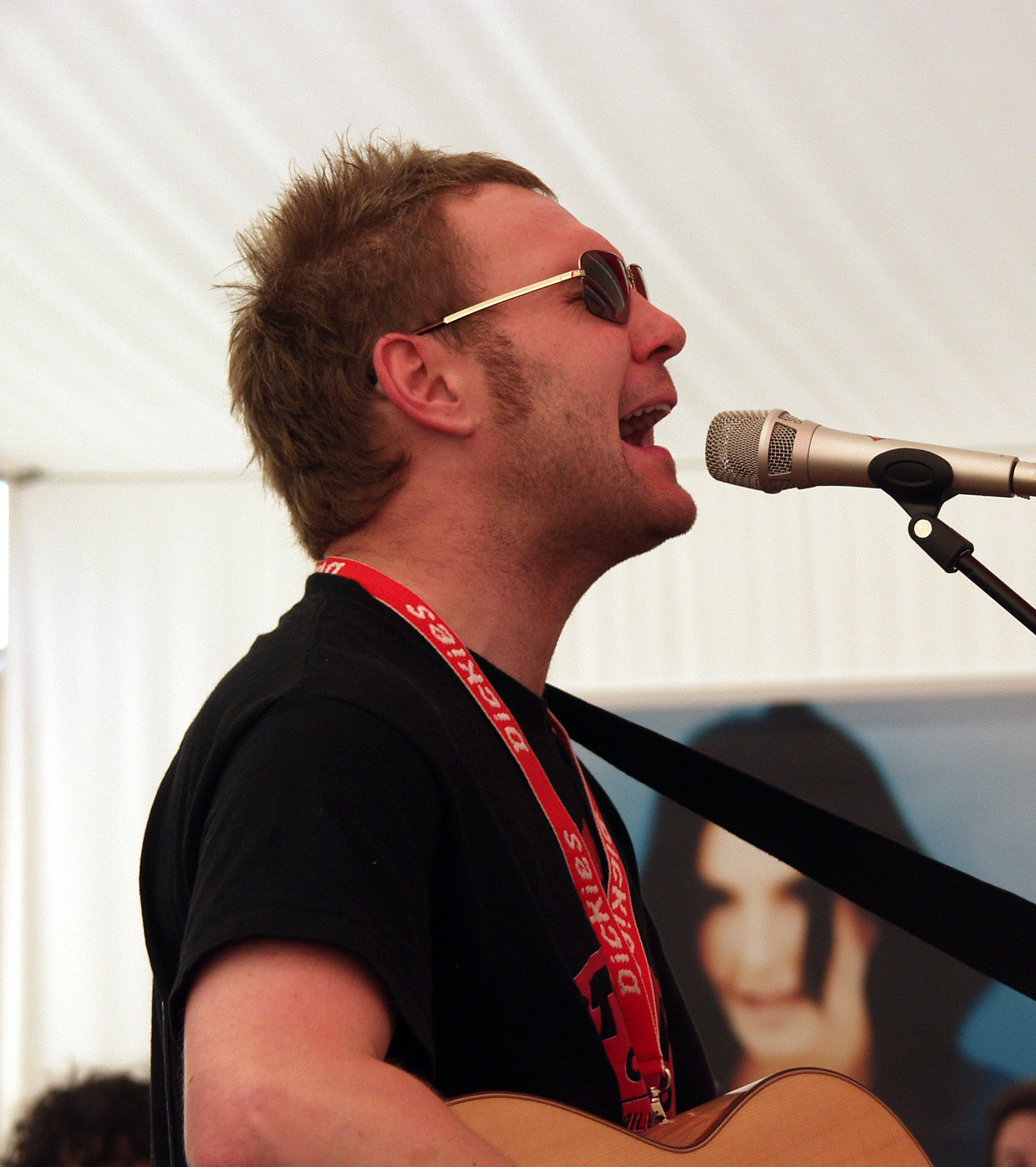
Gray akusztikus szettet ad elő 2003. augusztus 17-én

Az album az 1. helyen végzett az Egyesült Királyság albumlistáján, két évvel és öt hónappal az eredeti megjelenés után, összesen 151 hetet töltött a listán. Eltekintve a „Please Forgive Me”-től, amely a 72. helyen végezett a brit kislemezlistán, az összes többi kislemez a Top 20-ban szerepelt: az újra kiadott "Please Forgive Me" a 18. helyen végzett, a "Say Hello, Wave Goodbye" és a "Sail Away" pedig a csúcsot érte el. 26.
2001-ben megjelent egy ritkasággyűjtemény is Gray korai műveiből, a The EPs 1992-1994, valamint egy album korábban kiadatlan, 1999-ben rögzített dalokból, a Lost Songs 95-98, mindkettő a White Laddert követte az Egyesült Királyság Top 20-as albumlistáján. Gray az elektronikus alapú Orbital együttes 2001-es "Illuminate" című kislemezén is énekelt.
2002 novemberében Gray kiadta a White Ladder folytatását A New Day at Midnight címmel. Az új kiadás nem kapott olyan kritikai elismerést, mint elődje, de így is egyenesen az 1. helyre került, híresen megelőzve a Pop Idol második helyezettje, Gareth Gates debütáló albumát, a What My Heart Wants to Say -t, és közel 150 000 példányban kelt el. megjelenésének első hetében. Egy éven belül platinalemez lett, végül összességében négyszeres platina minősítést kapott, és 2002-ben a második legtöbbet eladott brit előadó albuma volt a Pop Idol győztes Will Young debütáló albuma mögött, a From Now On . A New Day at Midnight további két brit Top 30-as slágert produkált a "The Other Side" és a "Be Mine" címmel, valamint egy kisebb amerikai sikert a "Dead in the Water"-vel.

### Későbbi karrier

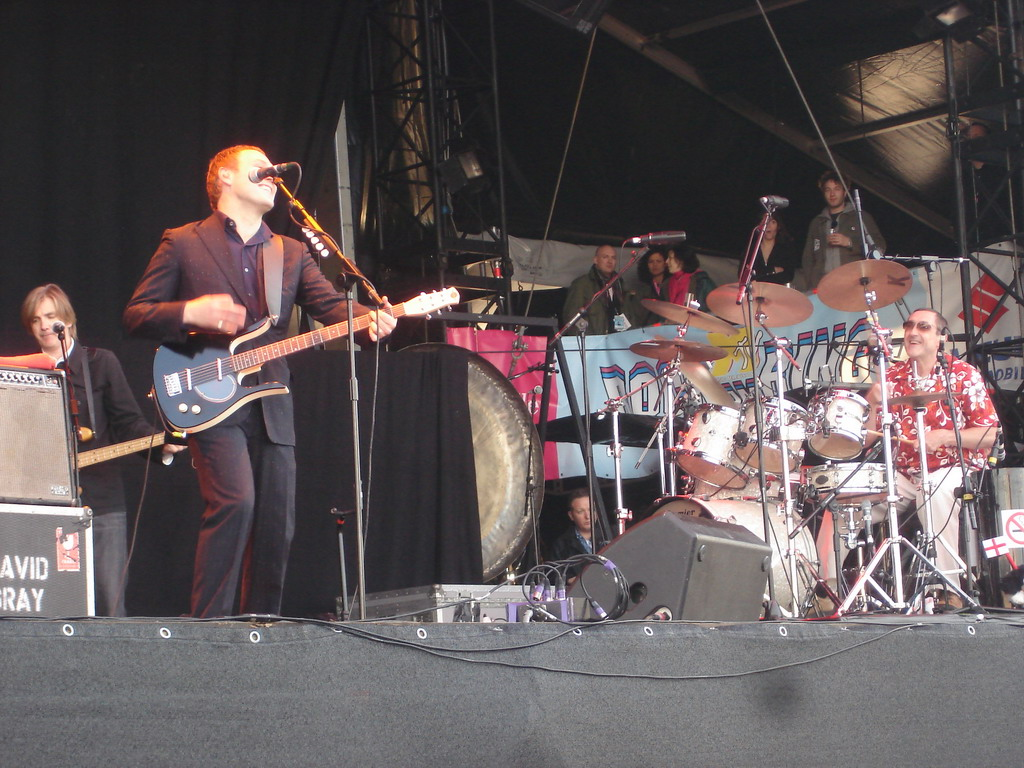
Gray és zenekara 2006-ban lép fel

Három év kihagyás után, amikor a kimerültség miatt leállította felvételi és turnéprogramját, Gray visszatért hetedik albumával, a Life in Slow Motion -val 2005 szeptemberében. Elődjéhez hasonlóan megjelenésének első hetében az Egyesült Királyság albumlista élére került. A sokat kritizált Egy új nap éjfél után a Life in Slow Motion -t sok kritikus a formába való visszatérésként értékelte. A vezető kislemez, a " The One I Love " 2005 októberében a Top 10-be került az Egyesült Királyságban, és három hónapot töltött a brit listán. A következő kislemezek, a " Hospital Food " és az " Alibi " viszonylagos kereskedelmi kudarca után Gray 2006-ban ismét szünetet tartott.
2007 márciusában Gray kiadta a Shine: The Best of the Early Years című válogatásalbumát. 2007. július 7-én Gray fellépett Damien Rice -szal a Live Earth brit állomásán a londoni Wembley Stadionban . Gray adott év október 8-án kiadott egy válogatás CD-t élő feldolgozásokból A Thousand Miles Behind címmel, kizárólag a hivatalos honlapján, CD-n és digitálisan letölthető formában. November 13-án Gray kiadta a Greatest Hits című albumot, amely számos legismertebb dalt, valamint két új dalt tartalmaz, köztük a " You're the World to Me " című kislemezt.
2009. május 28-án Gray bejelentette, hogy Draw the Line című albuma szeptember 14-én jelenik meg az Egyesült Királyságban és szeptember 22-én az Egyesült Államokban. Az albumon Annie Lennox és Jolie Holland vendégszerepel. Az album első kislemeze, a " Fugitive " 2009. szeptember 7-én jelent meg, ami egybeesett egy kiterjedt világkörüli turné kezdetével. Szeptember 19-én Gray feladta önjelölt első medenceparti koncertjét a bostoni The Colonnade Hotel Rooftop Pool-jában a Mix 104.1 End of Summer Bash című dalra. Gray olyan dalokat adott elő az új albumról, mint a "Fugitive", a "Draw the Line" és a "Jackdaw".
A Hot Pressnek adott, 2009. december 3-án megjelent interjúban Gray elárulta Jackie Haydennek, hogy a következő albumán, a Foundlingon dolgozik. Gray azt mondta, hogy az egyik szám a "The Old Chair" lesz, ami Gray szerint "csak egy dobfelszerelést tartalmaz, és én a Steinway zongorámon. Nagyon csendes." A Foundlingot augusztus 16-án engedték szabadon az Egyesült Királyságban. és az Egyesült Államokban augusztus 17-én. A Foundling egy dupla album: az első CD 11 új, a második pedig nyolc, korábban kiadatlan dalt tartalmaz. A kilencedik az iTuneson keresztül érhető el.
David Gray globális megállapodást írt alá a Kobalt Label Services -szel 10. stúdióalbuma, a Mutineers kiadásáról . Négy év után az első felvételét a londoni The Church Studiosban vették fel, a producer pedig Andy Barlow ( Lamb ). A megjelenésre 2014. június 17-én került sor. Bejelentették, hogy Gray támogatja az új kiadást egy észak-amerikai turnéval áprilisban és májusban, majd egy nyolcnapos brit turnéval júniusban és júliusban, amely a londoni Royal Albert Hallban is fellép.
A Best of David Gray 2016 októberében jelent meg CD-n, dupla CD-n és LP-n, és két új felvételt is tartalmazott. Az IHT Records-szal közösen kiadott album dinamikus lejátszási listaként már megjelent a Spotify -on, amely minden héten automatikusan alakot váltott. Gray így kommentálta: "Ami a kezünkben van egy folyamatosan fejlődő „Best Of”, amely minden héten, minden hónapban, minden évben, minden évtizedben más.”
2019 márciusában Gray kiadta 11. lemezét Gold in a Brass Age címmel . A producere Ben de Vries, Marius de Vries producer fia volt, és nagyrészt visszatérésnek tekintették jellegzetes "folktronica" hangzásához.
2020-ban Gray kiadta a White Ladder 20. évfordulós kiadását. Egy deluxe készlet bónuszszámokkal és demókkal is elérhetővé vált CD és bakelit formátumban is. Nemzetközi körútra indult az évforduló megünneplésére, februárban indult Európában, de a COVID-19 világjárvány miatt ez elmaradt. Gray 2020. május 20-án közösségi média csatornáin jelentette be, hogy a turné elhalasztására került sor. A turné Belfastban indult, 2022. május 17-én, majdnem két évvel a törlés napjától számítva. Gray mindig is Írországnak tulajdonította, hogy a White Ladder eredeti eladásaival fellendítette karrierjét, így helyénvalónak tűnt az írországi turnét elindítani.
2021 januárjában Gray bejelentette, hogy 12. stúdióalbuma 2021. február 19-én jelenik meg. Skellig címmel (az írországi Kerry megyében található Skellig-szigetekről kapta a nevét) tartalmazott egy címadó dalt és egy "Heart and Soul" című kislemezt. A felvételt Edwyn Collins Helmsdale stúdiójában Skóciában vették fel, és David Kitt, Rob Malone és Ben de Vries producer zenészként szerepel a lemezen.

## Zenei stílus
Gray régi zenéje kortárs folk-rock, énekes-dalszerző módban szólt; elsődleges hangszere az akusztikus gitár volt, alkalmanként zongorával. Az 1996-os Sell, Sell, Sell rock-feldolgozást és elektromos hangszerelést tartalmazott. A White Ladder megjelenésétől kezdve Gray jelentős mértékben használta a számítógép által generált zenét hangja és akusztikus hangszerelésének kísérésére. Az A New Day at Midnight folytatta ezt az irányt, bár szövegileg sötétebb tónusú volt, mint a White Ladder, a hangszerelés pedig sokkal visszafogottabb. A jegyzetekben Gray az albumot apjának dedikálta, aki 2001-ben halt meg. Annak ellenére, hogy az összetettebb zenére tért át, Gray kis léptékű, gyakran otthoni felvételi módszereket és berendezéseket alkalmazott, és a " csináld magad" megközelítést alkalmazta a zenei produkcióban. A 2005-ös Life in Slow Motion azonban Marius de Vries lemezproducerrel közösen készült.

## Zenekar
- David Gray – ének, gitár, zongora és billentyűs hangszerek, szájharmonika
- Rob Malone – basszusgitár, háttérének
- Keith Prior – dob, ütőhangszerek, háttérének
- Tim Bradshaw – billentyűs hangszerek, gitárok, lap steel
- John Smith – gitárok, háttérének (alkalmi turnézó tag)
- Caroline Dale – cselló, zongora, háttérének (alkalmi turnézó tag)
- David Kitt – gitárok, billentyűk, háttérének (alkalmi turnézó tag)
- Niamh Farrell – háttérének, ütőhangszerek (alkalmi turnézó tag)

A zenekar korábbi tagjai:
- Craig "Clune" McClune – dob, ütőhangszerek, basszusgitár, billentyűs hangszerek, háttérének
- David Nolte – gitár, basszusgitár, billentyűs hangszerek, háttérének
- Neill MacColl – akusztikus gitár, elektromos gitár, mandolin, háttérének

## Diszkográfia
- A Century Ends (1993. április)
- Flesh (1994. szeptember)
- Sell, Sell, Sell (1996. augusztus)
- White Ladder (1998. november)
- Lost Songs 95–98 (2001. február)
- A New Day at Midnight (2002. október)
- Life in Slow Motion (2005. szeptember)
- Draw the Line (2009. szeptember)
- Founding (2010. augusztus)
- Mutineers (2014. június)
- Gold in a Brass Age (2019. március)[31]
- Skellig (2021. február)[32]

## Túrnék
Gray 1993 óta turnézik. 1998-as, áttörést jelentő White Ladder című albuma előtt Gray olyan színészek mellékszereplője volt, mint Kirsty MacColl, Dave Matthews Band és a Radiohead . Számos turnéja volt sok különböző helyen, például Ausztráliában, Ausztriában, Belgiumban, Kanadában, Dániában, Finnországban, Franciaországban, Németországban, Magyarországon, Írországban, Olaszországban, Luxemburgban, Hollandiában, Új-Zélandon, Norvégiában, Dél-Afrikában, Spanyolországban, Svédországban, Svájc, Egyesült Arab Emírségek, Egyesült Királyság és az Egyesült Államok.

## Magánélet
Gray 1993-ban feleségül vette feleségét, Oliviát a kaliforniai Los Angelesben,  és két lányuk született: Ivy és Florence. Londonban él, miután 2009-ben Hampsteadbe költözött. Gray egyben Phil Hartnoll, az Orbital sógora is.
2011-ben Joe Simpson angol művész festett egy portrét Grayről. A festményt szerte az Egyesült Királyságban állították ki, többek között a Royal Albert Hallban rendezett egyéni kiállításon is.
Gray a Manchester United szurkolója. 2005-ben azt mondta, hogy ateista.

## Külső linkek
- Hivatalos weboldal
- David Gray az Open Directory Project-ben
- David Gray at AllMusic
- David Gray (zenész) a Discogson
- David Gray az Internet Movie Database oldalon (angolul)
- David Gray collection at the Internet Archive's live music archive
- David Gray Music in Australia